# SolidAudio
SolidAudio（ソリッド・オーディオ）とは、音楽ファイル形式TwinVQを扱えるシリコンオーディオの総称である。

## 概要
最も初期のものはTwinVQ形式の音楽ファイルしか扱う事ができず、その利便性を問われて普及には至らなかったものの、黎明期にはMP3、WMAといったTwinVQ以外の形式にも対応した製品(AXIA ZeroCORE等)が数多く発売され、現在のデジタルオーディオプレーヤーの先駆けとなった。